# Trilogia Leviathan
La Trilogia Leviathan è un ciclo di romanzi di fantascienza per ragazzi scritti dallo statunitense Scott Westerfeld e composta da tre volumi: Leviathan, Behemoth e Goliath. Ad essi si aggiunge un quarto libro The Manual of Aeronautics, ancora inedito in Italia, che presenta illustrazioni e disegni riguardanti macchinari e animali della saga.
Leviathan è una serie di romanzi "young adult" riconducibili al filone narrativo della storia alternativa con forti connotazioni dieselpunk.

## Romanzi
La trilogia è composta da:
- Leviathan (ottobre 2009)
- Behemoth (ottobre 2010)
- Goliath (settembre 2011)

a cui si aggiunge il libro di illustrazioni
- The Manual of Aeronautics (agosto 2012) - inedito in Italia

## Ambientazione
La serie è ambientata nell'Europa del 1914 e vede contrapposti due blocchi: da un lato le potenze Cigolanti di Germania e Impero austro-ungarico che utilizzano macchine da guerra meccanizzate, e dall'altro gli stati Darwinisti della Triplice intesa, che hanno basato la loro società sull'utilizzo di bestie artificiali fabbricate geneticamente.
La vicenda inizia con lo scoppio della prima guerra mondiale e ha come protagonisti due ragazzi: Aleksander, figlio dell'Arciduca Francesco Ferdinando che, dopo la morte dei genitori, è costretto a lasciare l'Austria per sfuggire a chi lo vuole uccidere per ottenere il trono, e Deryn, ragazza scozzese che, per seguire le orme paterne e coronare il suo sogno di diventare aviatore, si arruola nell'aviazione britannica fingendosi un maschio.

## Personaggi principali
- Aleksander di Hohenberg
- Deryn (Dylan) Sharp
- Dott.ssa Nora Darwin Barlow
- Conte Ernst Volger
- Nikola Tesla
- Otto Klopp
- Lilit

## Edizione italiana
In Italia la saga è stata interamente pubblicata dalla casa editrice Einaudi nella collana Stile Libero Extra. Inizialmente era stato pubblicato solo il primo libro, Leviathan. In seguito, nel 2012, l'editore ha riproposto l'intera trilogia in un unico tomo.